# Seznam novgorodských knížat

Prapor Novgorodské republiky z doby kolem roku 1385.

Znak Velikého Novgorodu

Toto je seznam novgorodských knížat, kteří stáli v čele Novgorodského knížectví a od roku 1136 Novgorodské republiky. 

## Legendární knížata
Tento seznam zahrnuje knížata, jejichž jména jsou známa z Joakimovy kroniky   (s výjimkou Bravlina, který se nachází pouze v legendě „Život Stěfana Surožského“ a Gostomysla, jehož jméno je známé i z pozdějších kronik).
- Sloven Starý
- Vandal Novgorodský
- Stolposvjat
- Vladimír
- Bravlin (9. století)
- Burivoj (9. století)
- Gostomysl (? – asi 860)

## Vládci Novgorodského knížectví
Tento seznam zahrnuje knížata, která nezávisle vládla Novgorodské zemi a jmenovali posadniky, a to od doby pozvání knížete Rurika do povstání bojarů v roce 1136.  
- 862–879 Rurik
- 879–912 Oleg Prorok
- 912–945 Igor Rurikovič
- 945–969 Svjatoslav I. Igorevič
- 969–977 Vladimír I. Svjatoslavič
- 977–979 Jaropolk Svjatoslavič
- 979–988 Vladimir I. Svjatoslavič (podruhé)
- 988–1010 Vyšeslav Vladimirovič
- 1010–1034 Jaroslav I. Vladimirovič Moudrý
- 1034–1052 Vladimír Jaroslavič
- 1052–1054 Izjaslav Jaroslavič
- 1055–1067 Mstislav Izjaslavič
- 1067 Gleb Svjatoslavič
- 1069–1073 Gleb Svjatoslavič (podruhé)
- 1077–1078 Gleb Svjatoslavič (potřetí)
- 1078–1088 Svjatopolk II. Izjaslavič
- 1088–1094 Mstislav Vladimirovič Veliký
- 1094–1095 Davyd Svjatoslavič
- 1095–1117 Mstislav Vladimirovič Veliký (podruhé)
- 1117–1132 Vsevolod Mstislavič Pskovský
- 1132 Svjatopolk Mstislavič Psovský
- 1132–1136 Vselovod Mstislavič Pskovský (podruhé)

## Knížata v Novgorodské republice

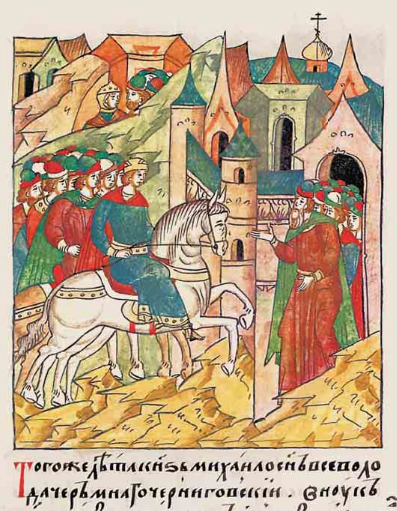
Příjezd Michaila Vsevolodoviče do Novgorodu

Tento seznam z období existence Novgorodské republiky, zahrnuje knížata po povstání bojarů z roku 1136. Moc bojarů v zemi vzrostla a knížata nemohla rozhodovat bez souhlasu posadnika. 
- 1136–1138 Svjatoslav Olegovič
- 1138–1138 Svjatopolk Mstislavič
- 1138–1140 Rostislav Jurjevič
- 1140–1141 Svjatoslav Olegovič (podruhé)
- 1141–1141 Svjatoslav Vsevolodovič
- 1141–1142 Rostislav Jurjevič (podruhé)
- 1142–1148 Svjatopolk Mstislavič (podruhé)
- 1148–1154 Jaroslav Izjaslavič
- 1154–1154 Rostislav Mstislavič
- 1154–1155 Davyd Rostislavič
- 1155–1158 Mstislav Jurjevič
- 1158–1160 Svjatoslav Rostislavič
- 1160–1161 Mstislav Rostislavič
- 1161–1168 Svjatoslav Rostislavič (podruhé)
- 1168–1170 Roman Mstislavič
- 1170–1171 Rurik Rostislavič
- 1171–1175 Jurij Andrejevič
- 1175–1175 Svjatoslav Mstislavič
- 1175–1176 Mstislav Rostislavič (podruhé)
- 1176–1177 Jaroslav Mstislavič Červený
- 1177–1178 Mstislav Rostislavič (potřetí)
- 1178–1178 Jaropolk Rostislavič
- 1178–1179 Roman Rostislavič
- 1179–1180 Mstislav II. Rostislavič Chrabrý
- 1180–1181 Vladimír Svjatoslavič
- 1182–1184 Jaroslav Vladimirovič
- 1184–1187 Mstislav Davydovič
- 1187–1196 Jaroslav Vladimirovič (podruhé)
- 1197–1197 Jaropolk Jaroslavič
- 1197–1199 Jaroslav Vladimirovič (potřetí)
- 1200–1205 Svjatoslav Vsevolodovič
- 1205–1207 Konstantin Vsevolodovič
- 1207–1210 Svjatoslav Vsevolodovič (podruhé)
- 1210–1215 Mstislav II. Mstislavič Udatný
- 1215–1216 Jaroslav Vsevolodovič
- 1216–1217 Mstislav II. Mstislavič Udatný (podruhé)
- 1217–1218 Svjatoslav Mstislavič
- 1218–1221 Vsevolod Mstislavič
- 1221–1221 Vsevolod Jurjevič
- 1221–1223 Jaroslav Vsevolodovič (podruhé)
- 1223–1224 Vsevolod Jurjevič (podruhé)
- 1224–1226 Michail Vsevolodovič
- 1226–1228 Jaroslav Vsevolodovič (potřetí)
- 1228–1229 Fjodor Jaroslavič a Alexandr Jaroslavič Něvský (společně)
- 1229–1229 Michail Vsevolodovič (podruhé)
- 1229–1230 Rostislav Michajlovič
- 1230–1236 Jaroslav Vsevolodovič (počtvrté)
- 1236–1240 Alexandr Jaroslavič Něvský (podruhé)
- 1241–1252 Alexandr Jaroslavič Něvský (potřetí)
- 1252–1255 Vasilij Alexandrovič
- 1255–1255 Jaroslav III. Jaroslavič
- 1255–1257 Vasilij Alexandrovič (podruhé)
- 1257–1259 Alexandr Jaroslavič Něvský (počtvrté)
- 1259–1263 Dmirij I. Alexandrovič
- 1264–1272 Jaroslav III. Jaroslavič (podruhé)
- 1272–1273 Dmirij I. Alexandrovič (podruhé)
- 1273–1276 Vasilij I. Jaroslavič
- 1276–1281 Dmirij I. Alexandrovič (potřetí)
- 1281–1285 Andrej III. Alexandrovič
- 1285–1292 Dmirij I. Alexandrovič (počtvrté)
- 1292–1304 Andrej III. Alexandrovič (podruhé)
- 1308–1314 Michail Jaroslavič
- 1314–1315 Afanasij Danilovič
- 1315–1316 Michail Jaroslavič (podruhé)
- 1318–1322 Afanasij Danilovič (podruhé)
- 1322–1325 Jurij Danilovič
- 1325–1327 Alexandr Michajlovič
- 1328–1337 Ivan I. Kalita
- 1346–1353 Simeon Ivanovič Hrdý
- 1355–1359 Ivan II. Ivanovič Červený
- 1359–1363 Dmirij Konstantinovič
- 1363–1389 Dmirij Ivanovič Donský
- 1389–1407 Lugvenij Olgerdovič
- 1408–1425 Vasilij I. Dmitrijevič
- 1425–1462 Vasilij II. Vasiljevič Temný
- 1470–1471 Michail Olelkovič
- 1462–1480 Ivan III. Vasiljevič (titul velkoknížete novgorodského přešel na jeho nástupce mezi ostatní tituly cara-gosudara.)